# Trichoplusia tetrastigma
Trichoplusia tetrastigma är en fjärilsart som beskrevs av George Francis Hampson 1910. Trichoplusia tetrastigma ingår i släktet Trichoplusia och familjen nattflyn. Inga underarter finns listade i Catalogue of Life.